# Берк, Майлс
Майлс Дж. Берк (англ. Miles J. Burke; 15 января 1885, Сент-Луис — 25 декабря 1928, Сент-Луис) — американский боксёр, серебряный призёр летних Олимпийских игр 1904.
На Играх 1904 в Сент-Луисе Берк соревновался только в наилегчайшем весе до 47,6 кг. В единственной встрече против Джорджа Финнигэна он был нокаутирован в первом раунде, но из-за отсутствия других спортсменов он занял второе место и получил серебряную медаль.